# Sobą tak
Sobą tak – pierwszy singel polskiej piosenkarki Julii Wieniawy z jej drugiego albumu studyjnego, zatytułowanego Światłocienie. Singel został wydany 10 lipca 2024.
Kompozycja znalazła się na 12. miejscu listy OLiA, najczęściej odtwarzanych utworów w polskich rozgłośniach radiowych. Nagranie otrzymało w Polsce status złotego singla, przekraczając liczbę 25 tysięcy sprzedanych kopii.

## Geneza utworu i historia wydania
Utwór napisali i skomponowali Julia Wieniawa, Jeremi Sikorski, Monika Wydrzyńska, Jeremi Siejka i Maurycy Żółtański, natomiast za produkcję piosenki odpowiadał Wolf House. Piosenkarka o singlu:

»Sobą tak« to piosenka, która jest dla mnie jak pierwszy głęboki oddech po wielu zmianach, które nastąpiły w moim życiu. Napisałam ją w przypływie pozytywnych emocji, na wyjeździe z ludźmi, wśród których naprawdę poczułam się sobą. Od długiego czasu nie umiałam napisać żadnej radosnej i lekkiej piosenki, a słowa refrenu »Jeszcze nigdy się nie czułam sobą tak« wypłynęły ze mnie podczas improwizacji. Ten utwór ma dla mnie pewnego rodzaju terapeutyczny wydźwięk. Mam nadzieję, że poczujecie wolność, słuchając tego numeru.

Singel ukazał się w formacie digital download 10 lipca 2024 w Polsce za pośrednictwem wytwórni płytowej Wieniawa Records w dystrybucji e-Muzyka. Piosenka została umieszczona na drugim albumie studyjnym Wieniawy – Światłocienie.
21 sierpnia 2024 piosenka została zaprezentowana telewidzom stacji TVN podczas koncertu Muzyka to coś, co nas łączy na Top of the Top Sopot Festival 2024. Kilka dni później wykonała utwór podczas „Przeboju lata Radia Zet i Polsatu”.

## „Sobą tak” w stacjach radiowych
Nagranie było notowane na 12. miejscu w zestawieniu OLiA, najczęściej odtwarzanych utworów w polskich rozgłośniach radiowych.

## Teledysk
Do utworu powstał teledysk w reżyserii Doroty Szulc, który udostępniono w dniu premiery singla za pośrednictwem serwisu YouTube.

## Kontrowersje

### Kontrowersje związane z wytwórnią płytową Kayax
Na początku kwietnia 2024 piosenkarka poinformowała, że zrywa współpracę z wytwórnią muzyczną Kayax. Wydając 10 lipca 2024 utwór przez własne wydawnictwo Wieniawa Records, doszło do sporu z wytwórnią, która twierdzi, że wokalistkę cały czas obowiązuje kontrakt fonograficzny i w niej powinna wydać singel:

[...] Julia Wieniawa informuje opinię publiczną, że rozwiązała z nami kontrakt, jednak nie jest to prawdą. W kwietniu tego roku piosenkarka podjęła próbę rozwiązania umowy z Kayax Production & Publishing, ale nie wskazała powodu, będącego formalną lub faktyczną podstawą do rozwiązania umowy fonograficznej. Kontrakty fonograficzne nie podlegają wypowiedzeniu na podstawie jednostronnego oświadczenia. [...]

Tomasz Grewiński zapewnia, że kontrakt Wieniawy zobowiązuje ją do nagrania jeszcze dwóch płyt, z czego się nie wywiązała:

[...] Nie oznacza to jednak, że kontrakt fonograficzny przestał obowiązywać, ponieważ są to dwie osobne umowy. Julię nadal obowiązuje kontrakt na dwie kolejne płyty. Piosenkarka wydając nowy utwór poza Kayax Production & Publishing złamała zatem postanowienia umowy, którą sama podpisała. [...]

Następnie po kilku tygodniach singel zniknął z serwisu Spotify, po tym jak wytwórnia płytowa Kayax – nałożyła na niego blokadę, twierdząc że artystka wydała go bezprawnie. 9 sierpnia 2024 utwór został przywrócony na Spotify.

## Lista utworów
- Digital download – EP[3]

1. „Sobą tak” – 2:40
2. „Sobą tak” (Instrumental) – 2:40
3. „Sobą tak” (Acapella) – 2:40
4. „Sobą tak” (Sped Up) – 2:18

## Notowania

### Pozycja na liście sprzedaży
| Kraj   | Lista (2024)             | Najwyższa pozycja |
| ------ | ------------------------ | ----------------- |
| Polska | OLiS – single w streamie | 33                |

### Pozycja na liście airplay
| Kraj   | Lista (2024)                   | Najwyższa pozycja |
| ------ | ------------------------------ | ----------------- |
| Polska | OLiS – oficjalna lista airplay | 12                |

## Certyfikaty
| Kraj          | Certyfikat  | Sprzedaż |
| ------------- | ----------- | -------- |
| Polska (ZPAV) | złota płyta | 25 000+  |

## Wyróżnienia
| Rok  | Konkurs                  | Kategoria    | Rezultat    |
| ---- | ------------------------ | ------------ | ----------- |
| 2024 | Przebój roku RMF FM 2024 | Przebój roku | 83. miejsce |